# Arion atripunctatus
Arion atripunctatus is een slakkensoort uit de familie van de Arionidae. De wetenschappelijke naam van de soort is voor het eerst geldig gepubliceerd in 1853 door Dumont & Mortillet.